# Baiba Broka
Baiba Broka, née le 2 octobre 1975 à Madona, alors Union soviétique, est une femme politique lettonne membre de l'Alliance nationale (NA). Elle est ministre de la Justice en 2014.

## Biographie
Membre de Pour la patrie et la liberté (TB/LNNK) à partir de 2006, elle se présente sans succès aux élections européennes de 2009. En 2011, elle devient membre de l'Alliance nationale et échoue deux ans plus tard à se faire élire maire de Riga.
Le 22 janvier 2014, elle est nommée ministre de la Justice. Ne s'étant pas vu accorder l'autorisation d'accès aux documents classifiés, elle démissionne le 6 août 2014 ; Gaidis Bērziņš prend sa succession quinze jours plus tard.
Elle a été candidate à la présidence de l'Union Internationale de Biathlon. 